# José Miguel Carrera
Pour les articles homonymes, voir Carrera.
José Miguel Carrera, né José Miguel Marcos del Carmen de la Carrera y Verdugo le 15 octobre 1785 à Santiago du Chili et mort le 4 septembre 1821 à Mendoza en Argentine, était un général chilien d'origine basque, membre prédominant de la famille Carrera et l'un des pères de l'indépendance du Chili vis-à-vis du royaume d'Espagne, commandant les patriotes lors de la guerre d'indépendance du Chili.
Pendant la Patria Vieja, il prend les pleins pouvoirs après le coup d'État du 2 décembre 1811 ; il est fait président de la junte du gouvernement provisoire en 1812-1813. Son gouvernement ouvertement séparatiste vis-à-vis de l'Espagne doit lutter contre les troupes royalistes envoyées par le vice-roi du Pérou, José Fernando de Abascal. Après une série d'échecs couronnés par le désastre de Rancagua il est pris par ses ennemis et meurt fusillé à Mendoza en 1821.

## Famille
José Miguel Carrera est le fils de Ignacio de la Carrera et de Francisca de Paula Verdugo Fernández de Valdivieso y Herrera.

## Hommage
Le lac General Carrera en Patagonie, partagé entre l'Argentine et le Chili fut nommé en hommage à José Miguel Carrera.

## Liens